# Records de Taïwan d'athlétisme

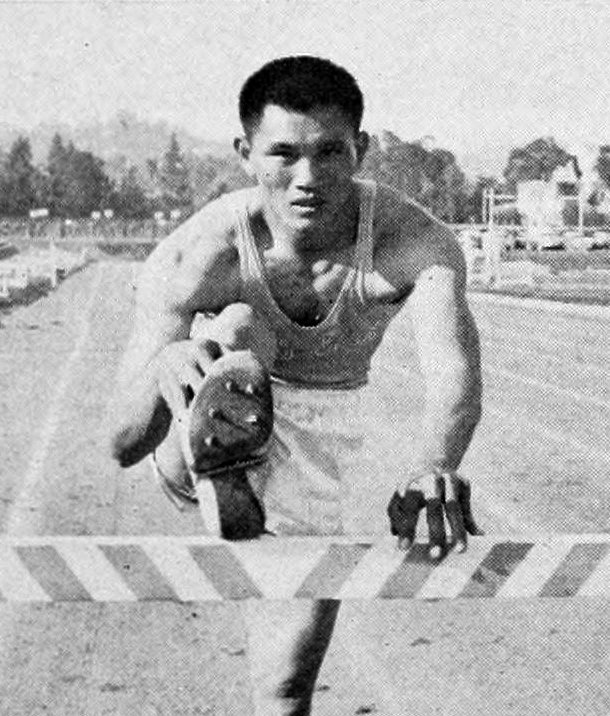
Yang Chuan-Kwang, actuel détenteur du record du décathlon, établi en 1963 et qui fut le record du monde pendant 3 ans

Les records de Taïwan en athlétisme sont différents de ceux de la république populaire de Chine et sont déterminés par la Chinese Taipei Track and Field Association, fédération nationale de Taïwan, appelée Taipei chinois par les instances internationales comme l'IAAF.

## Plein air

### Hommes
| Épreuve              | Record | Athlète                                                             | Date              | Compétition                                      | Lieu                 | Réf.   |
| -------------------- | --- | ------------------------------------------------------------------- | ----------------- | ------------------------------------------------ | -------------------- | ------ |
| 100 m                | 10 s 11 (0,2 m/s) | Yang Chun-Han                                                       | 15 juin 2018      | Japan University Games                           | Hiratsuka            | [ 1 ]  |
| 200 m                | 20 s 23 (+0,7 m/s) | Yang Chun-Han                                                       | 29 août 2018      | Jeux asiatiques                                  | Jakarta              | [ 2 ]  |
| 400 m                | 46 s 31 | Wu Zheng-Yan                                                        | 7 juin 2025       |                                                  | Taipei               | [ 3 ]  |
| 800 m                | 1 min 47 s 24 | Wang Jung-Hua                                                       | 3 mai 1980        |                                                  | Westwood, États-Unis |        |
| 1 500 m              | 3 min 45 s 26 | Chien Tzu-Chieh                                                     | 25 juillet 2025   |                                                  | Hiroshima            | [ 4 ]  |
| 3 000 m              | 8 min 35 s 40 | Hsu Li-hung                                                         | 27 avril 2024     | Championnats d'Asie U20                          | Dubaï                | [ 5 ]  |
| 5 000 m              | 13 min 54 s 42 | Wu Wen-Chien                                                        | 10 octobre 2002   | Jeux asiatiques                                  | Busan, Corée du Sud  |        |
| 10 000 m             | 29 min 12 s 1 | Hsu Gi-Sheng                                                        | 28 novembre 1993  |                                                  | Hachiōji, Japon      |        |
| Semi-marathon        | 1 h 03 min 46 s | Chiang Chieh-Wen                                                    | 1er février 2015  | Semi-marathon de Marugame                        | Marugame, Japon      | [ 6 ]  |
| Marathon             | 2 h 14 min 35 s | Hsu Gi-Sheng                                                        | 5 février 1995    | Beppu-Ōita Marathon                              | Beppu, Japon         |        |
| 110 m haies          | 13 s 34 (+0,1 m/s) | Chen Kuei-Ru                                                        | 25 mai 2019       | Open Athletics Ch.                               | Taipei               |        |
| 400 m haies          | 48 s 62 | Peng Ming-yang                                                      | 4 août 2023       | Universiades                                     | Chengdu              | [ 7 ]  |
| 3 000 m steeple      | 8 min 34 s 76 | Wu Wen-Chien                                                        | 9 octobre 2002    | Jeux asiatiques                                  | Busan, Corée du Sud  |        |
| Saut en hauteur      | 2,30 m | Yeh Po-Ting                                                         | 7 mai 2024        |                                                  | Taichung             | [ 8 ]  |
| Saut à la perche     | 5,38 m | Lin Chih-cheng                                                      | 24 septembre 2023 |                                                  | Nouveau Taipei       | [ 9 ]  |
| Saut en longueur     | 8,40 m (+0,3 m/s) | Lin Yu-Tang                                                         | 15 juillet 2023   | Championnats d'Asie                              | Bangkok              | [ 10 ] |
| Triple saut          | 16,65 m | Nai Hui-Fang                                                        | 17 novembre 1989  | Championnats d'Asie                              | New Delhi, Inde      |        |
| Lancer du poids      | 20,58 m | Chang Ming-Huang                                                    | 19 août 2011      | 2nd High Performance Center Shot Put Competition | Athens,              | ,      |
| Lancer du disque     | 58,90 m | Wang Yao-Hui                                                        | 28 mars 2025      |                                                  | Taipei               | [ 14 ] |
| Lancer du marteau    | 69,68 m | Ho Chin-Hsieng                                                      | 26 mai 2002       |                                                  | Taipei               |        |
| Lancer du javelot    | 91,36 m | Cheng Chao-Tsun                                                     | 26 août 2017      | Universiade                                      | Taipei, Taïwan       | [ 15 ] |
| Décathlon            | 8 009 pts (temps manuel) | C.K. Yang                                                           | 27-28 avril 1963  | Mt. SAC Relays                                   | Walnut, États-Unis   |        |
| Décathlon            | 10.7 (100 m), 7,17 m (longueur), 13,22 m (poids), 1,92 m (hauteur), 47.7 (400 m) / 14.0 (110 m haies), 40,99 m (disque), 4,84 m (perche), 71,75 m (javelot), 5 min 02 s 4 (1 500 m) |                                                                     |                   |                                                  |                      |        |
| 20 km marche (route) | 1 h 23 min 43 s | Hsu Chia-wei                                                        | 1er mars 2025     |                                                  | Taicang              | [ 16 ] |
| 50 km marche (route) | 4 h 10 min 13 s | Chan Wei-Lin                                                        | 5 mai 2018        | Championnats du monde par équipes de marche      | Nomi                 |        |
| 4 × 100 m            | 38 s 76 | Taipei chinois Wei Tai-Sheng Wong We-Hsu Yang Chun-Han Cheng Po-Yu  | 25 mai 2019       | Open Athletics Ch.                               | Taipei               |        |
| 4 × 400 m            | 3 min 06 s 51 | Taipei chinois Wang Wei-Hsu Yang Lung-Hsiang Yu Chen-Yih Chen Chieh | 6 juillet 2017    | Championnats d'Asie                              | Bhubaneswar          |        |

### Femmes
| Épreuve              | Record | Athlète                                                             | Date              | Compétition                 | Lieu           | Réf.   |
| -------------------- | --- | ------------------------------------------------------------------- | ----------------- | --------------------------- | -------------- | ------ |
| 100 m                | 11 s 22 (+1,9 m/s) | Chi Cheng                                                           | 18 juillet 1970   |                             | Vienne         |        |
| 200 m                | 22 s 56 (-0,3 m/s) | Wang Hui-Chen                                                       | 30 octobre 1992   |                             | Yilan          |        |
| 400 m                | 52 s 74 | Chi Cheng                                                           | 29 juillet 1970   |                             | Stockholm      |        |
| 800 m                | 2 min 04 s 74 | Li Ya-Hui                                                           | 21 juillet 1998   | Championnats d'Asie         | Fukuoka        |        |
| 1 500 m              | 4 min 22 s 8 | Lee Chiu-Hsia                                                       | 17 mai 1975       |                             | Bakersfield    |        |
| 3 000 m              | 9 min 36 s 26 | Hsieh Chien-Ho                                                      | 22 avril 2017     |                             | Taipei         |        |
| 5 000 m              | 16 min 10 s 20 | Hsieh Chien-Ho                                                      | 1er juin 2019     |                             | Yokohama       |        |
| 10 000 m             | 33 min 39 s 90 | Hsieh Chien-Ho                                                      | 9 mars 2021       |                             | Nouveau Taipei |        |
| Semi-marathon        | 1 h 12 min 19 s | Hsieh Chien-Ho                                                      | 28 janvier 2018   |                             | Osaka          |        |
| Marathon             | 2 h 32 min 41 s | Tsao Chun-Yu                                                        | 20 décembre 2020  | Marathon de Taipei          | Taipei         | [ 17 ] |
| 100 m haies          | 12 s 93 (0,0 m/s) | Chi Cheng                                                           | 12 juillet 1970   |                             | Munich         |        |
| 400 m haies          | 55 s 71 | Hsu Pei-Chin                                                        | 17 décembre 1998  | Jeux asiatiques             | Bangkok        |        |
| 3 000 m steeple      | 10 min 30 s 72 | Hsu Yi-Chieh                                                        | 22 septembre 2024 | Jeux d'automne              | Taipei         | [ 18 ] |
| Saut en hauteur      | 1,90 m | Li Ching-Ching                                                      | 18 octobre 2021   | Jeux nationaux              | Nouveau Taipei |        |
| Saut à la perche     | 4,20 m | Wu Chia-Ju                                                          | 6 mai 2018        |                             | Bangkok        |        |
| Saut en longueur     | 6,56 m (+0,4 m/s) | Wang Kuo-Huei                                                       | 5 novembre 1997   | Championnats d'Asie juniors | Bangkok        |        |
| Triple saut          | 13,63 m (+1,3 m/s) | Wang Kuo-Huei                                                       | 26 décembre 1999  |                             | Taoyuan        |        |
| Lancer du poids      | 17,83 m | Chiang Jing-Yuan                                                    | 3 mai 2025        |                             | Fukuroi        | [ 19 ] |
| Lancer du disque     | 60,23 m | Li Wen-Hua                                                          | 25 mai 2012       |                             | Taipei         |        |
| Lancer du marteau    | 68,39 m | Yu Ya-chien                                                         | 2 avril 2025      | Beach Invitational          | Long Beach     | [ 20 ] |
| Lancer du javelot    | 57,15 m | Li Hui-Chun                                                         | 18 février 2019   |                             | Kaohsiung      |        |
| Heptathlon           | 5 786 pts | Ma Chun-Ping                                                        | 11 octobre 1994   | Jeux asiatiques             | Hiroshima      |        |
| Heptathlon           | 14 s 32 (100 m haies), 1,84 m (hauteur), 12,57 m (poids), 25 s 42 (200 m) / 5,86 m (longueur), 41,78 m (javelot), 2 min 24 s 19 (800 m) |                                                                     |                   |                             |                |        |
| 20 km marche (route) | 1 h 39 min 32 s | Chang Chia-Feng                                                     | 20 octobre 2019   | Jeux nationaux              | Taoyuan        |        |
| 4 × 100 m            | 44 s 53 | Équipe nationale Zheng Xin-Ying Hu Chun-Wei Liu Li-Lin Zhang Bo-Ya  | 7 juin 2025       |                             | Taipei         | [ 21 ] |
| 4 × 400 m            | 3 min 39 s 88 | Équipe nationale Hsu Yi-Ling Shen Su-Feng Jen Fen-Ruu Lai Lee-Chiao | 29 septembre 1985 | Championnats d'Asie         | Jakarta        |        |